# Tillandsia myriantha
Tillandsia myriantha är en gräsväxtart som beskrevs av John Gilbert Baker. Tillandsia myriantha ingår i släktet Tillandsia och familjen Bromeliaceae. Inga underarter finns listade i Catalogue of Life.